# Dick Sutherland
Archibald Thomas Johnson, (Benton, 23 december 1881 – Hollywood, 3 februari 1934), artiestennaam Dick Sutherland, was een Amerikaanse filmacteur, vooral actief tijdens het stomme filmtijdperk. Sutherland verscheen tussen 1921 en 1932 in meer dan 70 films. Sutherland speelde voornamelijk bijrollen in films en werd voornamelijk getypecast als schurk.
Sutherland stierf in zijn huis in Hollywood, Californië, aan een hartaanval, op 52-jarige leeftijd. Hij werd overleefd door zijn vrouw, Verba, en drie zonen, Harry, Everett en Lester. Hij ligt begraven op begraafplaats Inglewood Park.
Zijn kenmerkende grove gelaatstrekken waren het gevolg van acromegalie.

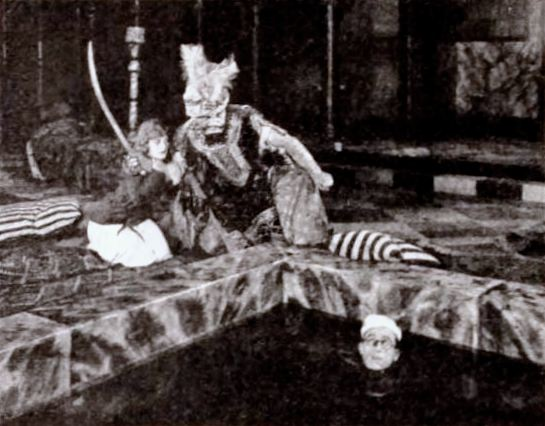
Sutherland (midden) met Mildred Davis en Harold Lloyd (in water), A Sailor-Made Man (1921)

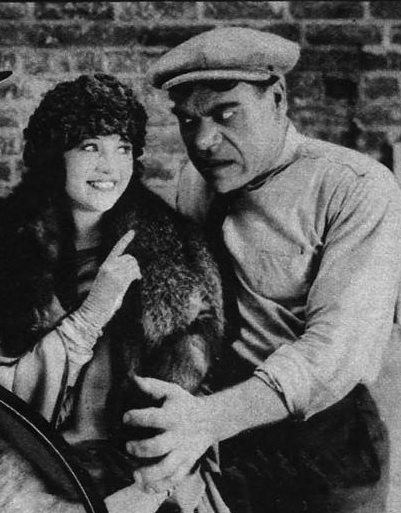
Betty Compson en Dick Sutherland

## Films
Deze lijst is incompleet
| Jaar | Titel |
| ---- | --- |
| 1921 | - The Foolish Matrons - A Sailor-Made Man - The Magnificent Brute                                                                            |
| 1922 | - Rags to Riches - Grandma's Boy - The Deuce of Spades                                                                                       |
| 1923 | - The Phantom Fortune - Masters of Men - His Last Race                                                                                       |
| 1924 | - Battling Mason - The Red Lily - Men - The Dangerous Blonde - The Tornado - The Mask of Lopez - Defying the Law                             |
| 1925 | - Excuse Me - Jimmie's Millions - With This Ring - Zander the Great - The Fighting Demon - Spook Ranch - The Fighting Dude - The Flying Fool |
| 1926 | - Don Juan - Broken Hearts of Hollywood - Twinkletoes - The Jazz Girl                                                                        |
| 1927 | - When a Man Loves - The Beloved Rogue - Uncle Tom's Cabin - The Battle of the Century                                                       |
| 1928 | - The Viking |
| 1929 | - The Hoose-Gow - Wild Orchids |
| 1932 | - Chandu the Magician (1932) |